# Паслёновая металловидка
Паслёновая металловидка  (лат. Chrysodeixis chalcites) — вид бабочек из семейства совок (Noctuidae). Широко распространены в Восточном полушарии. Личинки этого вида — вредители, питающиеся надземными частями томатов, сладкого перца и некоторых других сельскохозяйственных культур. Наносят серьёзный вред тепличным хозяйствам, будучи способны на покоящихся стадиях жизненного цикла долгое время сохраняться в почве и выдерживать санитарную обработку грунта. В качестве методов контроля их численности предлагается использование клопов-щитников из рода Podisus, паразитических наездников Meteorus gyrator (Braconidae) и вирусов Chrysodeixis chalcites NPV.